# Metropolia San Fernando
Metropolia San Fernando – jedna z 16 metropolii kościoła rzymskokatolickiego na Filipinach. Została erygowana 17 marca 1975.

## Diecezje
- Archidiecezja San Fernando
  - Diecezja Balanga
  - Diecezja Iba
  - Diecezja Tarlac

## Metropolici
- Emilio Cinense y Abera (1975-1978)
- Oscar Valero Cruz (1978-1988)
- Paciano Basilio Aniceto (1989-2014)
- Florentino Galang Lavarias (od 2014)